# Sabena-vlucht 690
De Sabena-vlucht SN690 op 7 november 2001 komende uit Cotonou via Abidjan naar Brussel was de laatste vlucht in de geschiedenis van Sabena. De Belgische nationale luchtvaartmaatschappij was eerder die dag failliet verklaard. De vlucht werd uitgevoerd met een Airbus A340-11 met kenteken OO-SCZ en had zo’n 266 passagiers en 11 bemanningsleden aan boord.
De heenvlucht vanuit Zaventem kon de dag voordien uiteindelijk maar om 10 uur vertrekken na tussenkomst van de gezaghebber. De tussenlanding in Abidjan werd toen niet gedaan.
Na de landing in Cotonou deed het lokale grondpersoneel er alles aan om het vliegtuig daar aan de grond te houden. Het grondpersoneel wilde garanties om na het faillissement met de nieuwe Belgische maatschappij te kunnen werken. Omdat de bemanning dit niet kon geven goot het grondpersoneel kerosine rond het vliegtuig. Pas om 12 uur ‘s nachts kon het vliegtuig vertrekken met een vertraging van zo’n 5 uur 30 minuten vanuit Cotonou. Na de tussenlanding in Abidjan wilde de boordcommandant niet meer verder vliegen omdat de bemanning die in Brussel vertrokken was al méér dan 12 uur aan het werk was en het personeel mogelijk niet meer verzekerd was na het faillissement van Sabena. De hoofdstewardess Véronique Lataire wist de gezagvoerder toch te overtuigen om verder te vliegen met een halfleeg vliegtuig na het aan boord nemen van eten en drinken.
Na een fax vanuit Brussel waarin gemeld werd dat de passagiers na de landing op Brussels Airport op zichzelf aangewezen zouden zijn, schreef de hoofdstewardess een afscheidsspeech aan de passagiers. Hierin wilde ze in drie talen afscheid nemen van de maatschappij en de passagiers bedanken kalm te zijn gebleven in deze moeilijke momenten. Tijdens het voorlezen van de speech verzocht ze haar collega’s om uit haar zicht te blijven. Hoofdstewardess Véronique Lataire getuigde hierover in de Canvas-documentaire “Nooit meer dezelfde”, waarvan ook een boek is verschenen.
Het vliegtuig landde omstreeks 11 uur 35 minuten op Brussels Airport en parkeerde zich aan gate B06 aan de B-pier. Op de luchthaven van Zaventem werd deze vlucht na de landing opgewacht door de brandweer dat een eresaluut gaf aan dit vliegtuig. Als afscheidsmoment maakten werknemers van de failliete maatschappij een grote kring rond het vliegtuig op de tarmac. In de vertrekhal van de luchthaven werd de bemanning van de laatste vlucht toegejuicht door een toegestroomde menigte van Sabena-werknemers. Het VRT-televisieprogramma "Het leven zoals het is: De Luchthaven" bracht deze historische gebeurtenissen in beeld.
Na deze vlucht viel het doek over activiteiten van de maatschappij. Door het grootste faillissement in de Belgische luchtvaartgeschiedenis verloren zo’n 7500 mensen hun baan.